# Norimoto Yoda
Yoda Norimoto (依田紀基)?) (11 de febrero de 1966, Iwamizawa, Japón) es un jugador de go profesional.

## Biografía
Yoda es un estudiante de Ando Takeo. Ha ganado 34 títulos en su carrera, el sexto con más títulos en Japón. Se hizo profesional en 1980 y alcanzó el 9 dan en 1993. En 2006 dirigió al equipo japonés en cuando ganaron al equipo de Corea en la 7ª Copa Nongshim

## Campeonatos y subcampeonatos
| Título           | Años ganado              |
| ---------------- | ------------------------ |
| Actuales         | 27                       |
| Meijin           | 2000 - 2003              |
| Judan            | 1995, 1996               |
| Gosei            | 1996 - 1998, 2003 - 2005 |
| Copa NEC         | 1992, 1997, 2002         |
| Copa NHK         | 1991, 1993, 1998 - 2000  |
| Copa Agon        | 1997                     |
| Shinjin-O        | 1983, 1986 - 1990        |
| Extintos         | 4                        |
| Kakusei          | 2002                     |
| Shin-Ei          | 1986, 1987               |
| NEC Shun-Ei      | 1986                     |
| Continentales    | 3                        |
| Copa TV Asiática | 1993, 1998, 1999         |
| Internacionales  | 1                        |
| Copa Samsung     | 1996                     |

| Título               | Años perdido |
| -------------------- | ------------ |
| Current              | 13           |
| Kisei                | 1998         |
| Meijin               | 1999, 2004   |
| Honinbo              | 2004, 2007   |
| Judan                | 1997         |
| Gosei                | 2006         |
| Copa NEC             | 1988, 1989   |
| Copa Agon            | 1996         |
| Shinjin-O            | 1982         |
| Copa NHK             | 2005         |
| Copa Daiwa           | 2007         |
| Extintos             | 5            |
| Kakusei              | 2001         |
| Shin-Ei              | 1984, 1989   |
| Campeonato Hayago    | 1993, 1996   |
| Continentales        | 1            |
| Teda Cup Super Match | 2004         |
| International        | 3            |
| Copa Ing             | 1996         |
| Copa Fujitsu         | 2004         |
| Copa Tong Yang       | 1994         |